# Корейская коммунистическая партия
Корейская коммунистическая партия (кор. 조선공산당) — коммунистическая партия в Корее и ряде стран среди корейских эмигрантов в 1925—1946 годах. Фактически партия существовала в 1925—1928 годах и в 1945—1946 годах. В августе 1946 года Корейская коммунистическая партия стала одной из учредительниц Трудовой партии Кореи, которая является правящей в КНДР до сих пор.

## От зарождения до Четвёртого конгресса Коминтерна
Под влиянием Октябрьской революции в Корее активизировалось движение за независимость от Японии, превратившей в 1910 году Корею в свою колонию. Уже в 1919 году в Корее, а также среди корейцев в других странах (прежде всего СССР, где действовала Всероссийская партия коммунистов Кореи) существовали подпольные марксистские кружки и коммунистические группы. Участие ряда корейских партизанских отрядов в борьбы с японцами и белыми на стороне красных, а также служба корейцев в регулярных частях Красной Армии (в частности, в завершающий период войны в Забайкалье была сформирована Корейская бригада в составе 5-й армии) в период Гражданской войны способствовало распространению идей большевизма в корейской среде.
В СССР после Октябрьской революции, наряду с прочими национальными секциями, создавались корейские секции РКП(б). Первая из них была организована в апреле 1920 года при Сибирском областном бюро РКП(б) (в июне 1920 года секция была переведена в Иркутск и далее подчинялась Восточной секции Сибирского бюро РКП(б)). Корейские секции были созданы также в Семипалатинске, в Верхнеудинске и ряде других губкомах партии. В 16 корейских национальных парторганизациях насчитывалось 2305 членов и кандидатов. 22 января 1919 в Иркутске была создана корейская секция компартии во главе с Нам Ман Чхуном, О Хам Уком и другими. 8 июля 1920 года в Иркутске состоялись Всероссийский съезд корейских коммунистических организаций, на котором присутствовали и представители зарубежных корейских коммунистических групп. После закрытия съезда был учреждён Всероссийский ЦИК корейских коммунистических организаций (председатель — Ли Сенг, секретарь — Александр Цай).

Представитель Корейской социалистической партии Пак Чин Сун на встрече с Лениным в Кремле во время 2 Конгресса Коминтерна

Первой корейской партией на коммунистической платформе стала созданная в Шанхае 8 мая 1919 на базе Союза корейских социалистов Корейская социалистическая партия (кор. 한인사회당, Ханин сахведан). Вступившую в Коминтерн партию возглавил известный корейский социалист Ли Дон Хви. В апреле 1921 партия была переименована в Коммунистическую партию Кореи (Корёконсандан). В составе ЦК входили также Пак Хон Ён и Пак Чин Сун. Партия координировала свою деятельность с руководством Дальневосточной республики, рассматривала независимость Кореи как промежуточную цель на пути к построению в ней социализма и насчитывала примерно 6 тысяч членов и кандидатов. Представители партии побывали в Москве и встречались с Лениным.
Отношения между «иркутской» и «шанхайской» группами были натянутыми, в том числе из-за различия в вопросе сотрудничества с корейскими националистическими организациями.
В самой Корее в начале 1920-х появлялись коммунистические организации, в основном состоявшие из обучавшихся в России или Японии студентов: «Хваёхве» («Общество вторника», 1924), «Пукпхунхве» («Общество северного ветра», 1924) и ряд других. Их члены занимались пропагандой социалистических идей через газеты, журналы и другие печатные издания.

Марксистская литература на корейском языке. 1920 г.

Разобщённость корейского коммунистического движения вынудила Коммунистический Интернационал вмешаться в события и предпринять ряд попыток по его объединению. С 19 по 28 октября 1922 года в Верхнеудинске была сделана попытка проведения объединительного съезда. Однако после того, как увидели, что им не удается подчинить себе большинство, иркутяне во главе с Хан Мён Се и Ан Бён Чханом покинули съезд.
В ноябре 1923 г. из-за сильной фракционной борьбы Четвёртый конгресс Коминтерна принял решение о роспуске всех фракционных групп. Вместо них при Дальневосточном отделе Коминтерна было создано Корейское бюро из семи человек (по 2 представителя от Шанхайской, Сеульской и Иркутской группировок и один представитель корейских коммунистов Японии), отвечающее за создание коммунистической партии на территории собственно Кореи. Однако в феврале 1924 и это бюро было распущено из-за фракционной борьбы.

## Период 1925—1941 годов
На секретной встрече в китайском ресторане «Асовон» 17 апреля 1925 года была создана единая Коммунистическая партия Кореи, ставшая секцией Коминтерна. Основу созданной партии составляли местные организации «Хваёхве» и «Пукпхунхве», её ответственным секретарем стал принадлежавший к иркутской группировке Ким Чжэ Бон, а пост ответственного секретаря Коммунистического союза молодежи занял Пак Хон Ён из «Хваёхве». Между тем, наиболее крупная коммунистическая группа — Сеульский союз молодежи — не приняла участие в формировании новой партии, так как её лидер Ким Са Гук критически относился к международному руководству из-за границы.

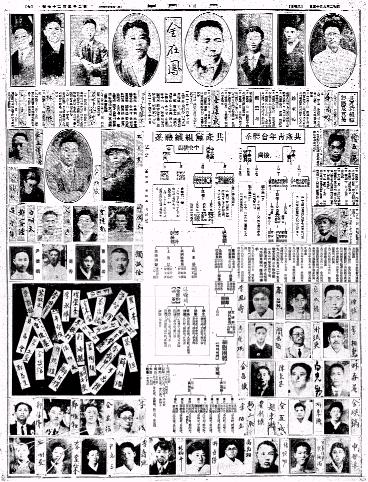
Статья в газете «Тона Ильбо» от 13 сентября 1927 об аресте в конце 1925 и суде членов Корейской коммунистической партии

12 мая 1925 правительством Като Такааки на территории Японской империи был принят Закон об охране порядка. Закон был направлен против коммунистов, социалистов и анархистов и предусматривал десятилетний срок каторжных работ за революционную деятельность. Уже в конце ноября 1925 более тридцати видных членов ККП, в том числе Ким Чже Бон, были арестованы, а избежавшие ареста уехали в Шанхай. ЦК ККП первого созыва перестал существовать.
В феврале 1926 ЦК ККП был воссоздан Кан Даль Ёном, которому Ким Чже Бон поручил дело воссоздания партии. Одновременно бывшие члены ЦК первого созыва (Ким Данъ Я, Нам Ман Чхун и Чо Бон Ам) образовали в Шанхае Заграничное бюро ЦК ККП, но «второй ЦК» решил не утверждать его.
Под руководством компартии формировались и действовали революционные организации рабочих, крестьян, интеллигенции, осуществлялись массовые антиимпериалистические, антиколониальные выступления трудящихся. 10 марта 1926 представители компартии провели совещание с представителями националистов о соглашении о едином фронте с ними и проведении крупной антияпонской демонстрации 10 июня 1926, посвященной смерти Сунчжона. В результате последовавших за выступлением репрессий было арестовано около 160 коммунистов, включая почти все руководство «второй ККП».
После арестов 1926 года в руководстве компартии важную роль стали играть представители группы «Ильвольхве» («Общество января»), идеологической платформой которых был так называемый «фукумотоизм» — разновидность левого оппортунизма, разработанного японским коммунистом Кацуо Фукумото. В декабре 1926 г. был созван Второй съезд ККП, на котором была создана «третья ККП» во главе с Ан Гван Чхоном. Лидеры и члены этой ККП были названы группой «Эм Эль» или «Эм Эль Дан» («Марксистско-ленинский союз»). Новое руководство принимало участие в деятельности различных национальных организаций, стремясь к созданию единого национально-освободительного фронта и работая с буржуазно-патриотическим «Обществом обновления» («Синганхве»), чтобы стать там влиятельной силой.

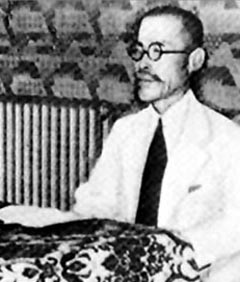
Пак Хон Ён

20 декабря 1927 г. Подготовительный комитет объявил об открытии Третьего съезда ККП, где был создан ещё один ЦК ККП во главе с председателем Комитета Ли Еном. «Новое руководство» подвергло критике лидеров «третьей ККП» за троцкистский уклон и исключило из партии 18 человек. «Третья ККП», получив этот удар, вскоре фактически погибла в результате массовых арестов в феврале 1928.
27 февраля 1928 состоялся новый съезд, на котором было объявлено создание «четвертой ККП». «Четвертый состав» ЦК ККП возглавили деятели группы «Эм Эль Дан». Таким образом, в Корее были проведены два третьих съезда ККП, и существовало две слабых компартии. Но в июле-октябре 1928 г. последовали новые массовые аресты, которые сильно обескровили и эту партию.
В итоге, 10 декабря 1928 Политсекретариат ИККИ принял резолюцию, в которой постановил «отказаться от признания за какой-либо из спорящих коммунистических групп в Корее права представлять корейскую секцию в Коминтерне до полного выяснения фактического положения вещей». Материальная помощь какой-либо из борющихся групп прекращалась. Предлагались меры по усилению коминтерновского руководства коммунистической работой в Корее. Таким образом, Коминтерн приостанавливал членство ККП в своих рядах, поскольку в Корее по факту отсутствовала единая компартия, удовлетворяющая необходимым требованиям по численности и организационной структуре. Кроме того, существовавшие кружки имели недостаточные связи с рабочим классом.
После признания Корейской Коммунистической партии несуществующей, часть её бывших членов попали центральный аппарат Коминтерна или просто уехали в СССР, а часть присоединилось к компартии Китая. Так, 20 марта 1930 г. Маньчжурское бюро ККП («Эм Эль») объявило о своем решении ликвидировать свою организацию в соответствии с линией ИККИ и вступить в Компартию Китая на индивидуальной основе.
После указанного решения Коминтерна имели место несколько попыток возрождения компартии. В 1934 инициативная группа разработала «платформу действия» коммунистической партии Кореи. В 1939 в Кэйдзё Пак Хон Еном создана коммунистическая группа «Кёнсон кхомгыруп» («Комгруппы Кэйдзё»), но уже в 1941 г. она распалась.

## Коммунисты Кореи в 1930-40-е годы

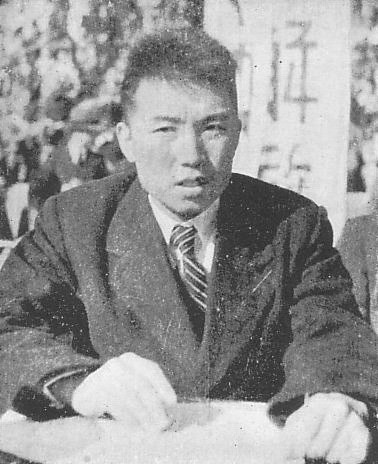
Ким Ир Сен. 1946 г.

В начале 30-х годов под руководством коммунистов в Китае и Корее началась вооруженная партизанская борьба против японских властей и вооружённых сил.
В 30-40-е годы среди корейских коммунистов сложилось три основные группы: «внутренняя», «яньаньская», и «маньчжурская» (или «партизанская»).
Во «внутреннюю» группу входили корейские коммунисты, не покинувшие страну и в тяжелейших условиях японского гнета и полицейских преследований продолжавшие подпольную деятельность в самой Корее (главным образом, в Сеуле и южных районах страны). Сразу же после провозглашения независимости Кореи, в конце августа 1945 г., представители разрозненных коммунистических организаций собрались в Сеуле и объявили о воссоздании Компартии Кореи. Во главе партии встал ветеран коммунистического движения Пак Хон Ён.
«Яньаньскую» группу составили корейские коммунисты, находившиеся в эмиграции в Китае и после начала японской агрессии собравшиеся в штаб-квартире Коммунистической партии Китая Яньани. Многие из них служили в частях Китайской Красной Армии и даже занимали там заметные посты. Руководителем яньаньской группы был известный учёный-лингвист Ким Ду Бон, его ближайшим помощником был генерал Ким Му Чжон. В 1942 году в Яньани была создана «Северокитайская Лига независимости Кореи» («Лига независимости», «Чосон тоннип тонмэн») — наиболее крупная из всех существовавших за рубежом корейских коммунистических организаций, а также военная организация — «Корпус Корейских Добровольцев» под командованием Ким Му Чжона.
«Партизанская» группа представляла собой партизанские отряды, с 1934 года объединённые в Корейскую народно-революционную армию. КНРА вела партизанскую войну против японцев в Маньчжурии и северных районах Кореи. Корейские партизаны тесно сотрудничали с китайскими коммунистами, но не подчинялись напрямую Китайской Красной армии. В 1936-39 годах корейские партизаны одержали ряд громких побед над японцами, но после того как японцы предприняли ряд акций по уничтожению партизанского движения в Корее, многие партизанских командиров погибли, а оставшиеся отряды были оттеснены на территорию СССР. Там из бывших корейских и китайских партизан была сформирована 88-я отдельная стрелковая бригада, бойцы которой периодически совершали разведывательно-диверсионные операции в Маньчжурии и Корее. Одним из немногих оставшихся в живых партизанских командиров был Ким Ир Сен.

Корейская армия в Шэньяне. 1946 г.

13 октября (по северокорейским данным — 10 октября) 1945 на учредительном съезде ответственных партийных работников и активистов 5 провинций Северной Кореи было образовано северно-корейское Оргбюро Коммунистической партии Кореи (впоследствии день 10 октября стал отмечаться как дата образования ТПК). Руководителем Северокорейского бюро Компартии Кореи стал Ким Ён Бом. Северокорейское бюро подчинялось располагавшемуся в Сеуле ЦК Компартии во главе с Пак Хон Ёном и должно было координировать деятельность коммунистов в районах, оказавшихся под советским контролем. Под руководством компартии в 1946 в Северной Корее возникли органы власти трудящихся — народные комитеты, проведены аграрная реформа, национализация промышленности и другие демократические преобразования. 17-18 декабря 1945 года руководителем северокорейского бюро был назначен Ким Ир Сен.
С приходом (в сентябре 1945) на Юг Кореи американских войск и разделением Кореи деятельность компартии на Юге была затруднена. В Южной Корее коммунисты приняли активное участие в движении против политики американских властей.

Ким Ду Бон

Однако вернувшиеся из Китая коммунисты в своём большинстве не вступили в Компартию Северной Кореи, а на базе «Лиги Независимости» 16 февраля 1946 года образовали собственную Новую Народную Партию во главе с Ким Ду Боном, марксистскую по своей идеологии, но более умеренную во многих вопросах.
В августе 1946 компартия объединилась на основе идейных и организационных принципов марксизма-ленинизма с Новой народной партией на Севере, с Народной (основана в 1945 Ё Ун Хёном) и Новой народной партиями (основана в 1946 в Яньани) — на Юге; в результате были созданы Трудовая партия Северной Кореи и Трудовая партия Южной Кореи. В июне 1949 обе партии слились и образовали единую Трудовую партию Кореи.

## Численность
Численность Корейской коммунистической партии (данные только по Северной Корее):
- 15 декабря 1945 года — 6 тыс. членов;
- Апрель 1946 года — 43 тыс. членов;
- Июль 1946 года — более 100 тыс. членов
- К августу 1946 года — 160 тыс. членов.